# 中国海洋大学出版社
中国海洋大学出版社是中华人民共和国的一家出版社，成立于1989年6月，社址位于山东省青岛市，由中华人民共和国教育部主管、中国海洋大学主办。